# Cantó de Douai-Sud

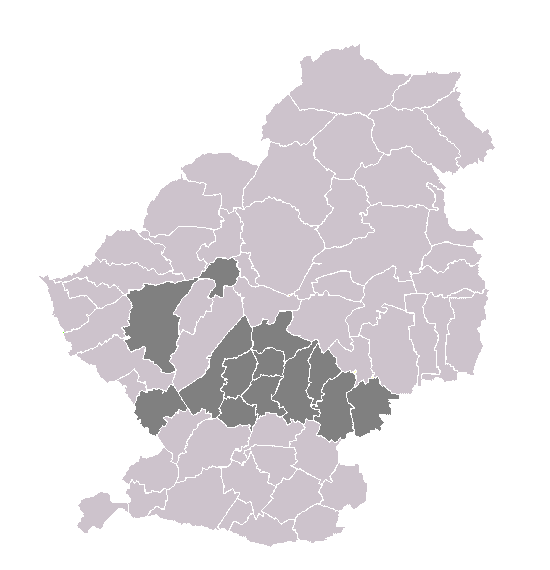
Cantó de Douai-Sud al districte

El cantó de Douai-Sud és una divisió administrativa francesa, situada al departament del Nord i la regió dels Alts de França.

## Composició
El cantó de Douai-Sud aplega les comunes següents :
- Aniche
- Auberchicourt
- Dechy
- Douai
- Écaillon
- Férin
- Guesnain
- Lewarde
- Loffre
- Masny
- Montigny-en-Ostrevent
- Roucourt

## Història
| Date d'elecció                        | Identitat        | Partit |
| ------------------------------------- | ---------------- | ------ |
| 1992 - 2004                           | Pierre Lefebvre  | PCF    |
| 2004-                                 | Laurent Houiller | PS     |
| Les dades anteriors no són conegudes. |                  |        |
|                                       |                  |        |

## Demografia
| 1962 | 1968   | 1975   | 1982   | 1990   | 1999   | 2006   |
| ---- | ------ | ------ | ------ | ------ | ------ | ------ |
| -    | 41.705 | 41.406 | 41.469 | 42.260 | 41.142 | 51.739 |